# Januariutskottet
Januariutskottet var ett utskott med representanter för Finlands fyra ständer som sammanträdde i Helsingfors från januari till mars 1862 för att förbereda 1863 års lantdag. Utskottet var sammansatt av tolv representanter för varje stånd som skulle överlägga om ärendelistan till lantdagen.

## Bakgrund
Efter Borgå lantdag 1809 hade en längre period följt då inga lantdagar hölls. Efter att kejsar Alexander II bestigt tronen 1855 uppvaktades han flera gånger med önskemål om att det representativa samhällsskicket skulle återupplivas i Finland. I vissa kretsar av ämbetsmän och konservativa ville man av försiktighetsskäl ersätta lantdagen med ett utskott av representanter för landets fyra stånd.
Alexander II beslöt 1859 att påbörja förberedelserna för en lantdag. Anledningen var att en rad lagstiftningsärenden inte kunde lösas på administrativ väg i Finlands senat och behövde samtycke från ständerna.

## Sammankallandet av Januariutskottet
Ett kejserligt manifest 29 mars (gamla stilen) 1861 angav att ett utskott skulle sammankallas, bestående av valda män bland landets fyra ständer. En punkt i manifestet, den sjunde, orsakade uppfattningen att kejsaren avsåg att tills vidare ersätta den grundlagsenliga representationen genom detta utskott, som inte fanns omnämnt i landets lagar.
Manifestet kom som en överraskning för en stor del av senatens medlemmar. En betydande minoritet av dessa framhöll i en reservation, att manifestets ordalydelse lämnade rum för tolkningen, att utskottet skulle ha samma rätt som ständerna själva att hantera sådana ärenden, som enligt gällande grundlag endast kunde avgöras vid allmän lantdag. Detta skulle uppenbart strida mot grundlag.
Det var framför allt hos de ledande liberalerna som förslaget orsakade oro, och dessa hade stöd av storgodsägarna och de främsta affärsmännen. Många män som var bekymrade över förslaget kom från landsorterna till Helsingfors, där de under Henrik Borgströms ledning diskuterade om hur faran med detta utskott skulle hanteras. Beslutet blev att hos Alexander II anhålla om att utskottets verksamhet skulle inskränkas till förberedandet av frågor inför lantdagen.
Under intryck av denna opinion utfärdade kejsaren ett reskript 12 april (gamla stilen) 1861, där en tolkning avgavs, som var avsedd att lugna oron över utskottets lagstiftningsrätt. Därefter genomfördes valen till utskotten, där de som genomförde valen flera gånger uttalande att utskottet inte på något sätt fick träda i lantdagens ställe.
De 48 representanterna, tolv för varje stånd, sammanträdde i Helsingfors 12 januari 1862. Utskottets uppgift var inte att lösa de förelagda propositionerna, som var 54 till antalet. Istället skulle utskottet bara lägga fram synpunkter som kunde underlätta den kommande lantdagens arbeten. Därför blev Januariutskottets förhandlingar inte av särskilt genomgripande betydelse. Verksamheten avslutades 20 mars 1862.
Lantdagen 1863 sammankallades sedan i juni 1863 och fanns samlad till september 1863.